# Saint-Sauveur-de-Meilhan
 Saint-Sauveur-de-Meilhan  là một xã của tỉnh Lot-et-Garonne, thuộc vùng Nouvelle-Aquitaine, tây nam nước Pháp.